# Selkirk, el verdadero Robinson Crusoe
Selkirk, el verdadero Robinson Crusoe es una película de animación filmada en Uruguay en coproducción con Argentina y Chile, dirigida por el uruguayo Walter Tournier sobre su propio guion escrito en colaboración con Mario Jacob y Enrique Cortés, que se estrenó el 2 de febrero de 2012. Se filmó principalmente con la técnica de stop motion, a la que se agregaron detalles de manera digital en postproducción.

## Sinopsis
Selkirk, un pirata rebelde y egoísta, es el piloto del Esperanza, un galeón inglés que navega por los mares del sur en busca de tesoros. Mediante apuestas gana los ahorros presentes y futuros de sus compañeros, granjeándose la enemistad de la tripulación y del capitán Bullock, quien decide abandonarlo en una isla desierta.
La historia que narra el filme tiene como antecedente un caso real ocurrido en 1703, cuando el marinero escocés Alexander Selkirk discutió con el capitán de su barco y fue abandonado durante más de cuatro años en una isla desierta. Ese caso, y quizás otro similar protagonizado por Pedro Serrano, habría inspirado al escritor inglés Daniel Defoe para escribir su novela Robinson Crusoe.

## Reparto
| Personaje          | Actor de voz    |
| ------------------ | --------------- |
| Selkirk            | Ariel Cister    |
| Pupi               | Karin Zavala    |
| Gertrude           | Karin Zavala    |
| Bullock            | Mariano Chiesa  |
| Lordy              | Mariano Chiesa  |
| Financista #1      | Diego Brizzi    |
| Duke-Titi          | Diego Brizzi    |
| Financista #2      | René Sagastume  |
| Paultrona          | René Sagastume  |
| Hank               | Gustavo Dardés  |
| Willy              | Mario De Candia |
| Robin              | Pablo Gandolfo  |
| Bruck              | Gabriel Rovito  |
| Piloto alternativo | Omar Aranda     |

### Voces adicionales
- Facundo Reyes
- Marcelo Armand
- Leandro Dugatkin
- Lucila Gómez

## Críticas
El crítico Diego Batle, de La Nación, opinó: "Al ritmo de una pegadiza música de candombe y con un vistoso diseño visual (aun cuando el acabado está lejos de la perfección hollywoodense) este filme producido en Uruguay en forma artesanal –cuadro por cuadro– entrega buenas dosis de humor e ingenio a la hora de desarrollar las desventuras de la patética tripulación del galeón Esperanza y, en especial, del antihéroe que quedará varado en una isla tropical. Si bien la película acoge las moralejas esperables en todo film infantil políticamente correcto (el egoísmo, la codicia y el individualismo del protagonista se irán transformando, con la experiencia, en sentimientos mucho más nobles), no cae en el didactismo ni la obvia bajada de línea. Vale la pena que cierto sector del público habituado al ritmo frenético y la espectacularidad de las imágenes de las producciones animadas del cine norteamericano vea esta más que digna propuesta uruguaya aunque le cueste un poco habituarse a su tono, ritmo y estilo, pues será un buen ejercicio que los niños de hoy descubran que existe otro tipo de narraciones tan valiosas e igualmente recomendables como aquellas de las vertiginosas imágenes digitales y efectos en 3D".
Para el crítico Ramiro Ortiz, de La Voz del Interior, este largometraje del uruguayo Walter Tournier le hace "rememorar el celebrado programa de televisión Caloi en su tinta. El director ha dirigido numerosos cortos, uno de los cuales fue elegido como filme destacado del siglo XX por el Festival de Annecy, Francia, uno de los más famosos del género y una de las fuentes de donde bebía el ciclo de Caloi, el creador de Clemente. Utilizando figuras que bien podrían haber sido realizadas con plastilina, Tournier recrea detalles deliciosos que van desde el metal de las pintas de cerveza, hasta los baldes de madera de donde los piratas se sirven el agua racionada cuando están en altamar, la recreación del pueblo, de la taberna, del galeón y las técnicas de supervivencia de Selkirk, como cocinar huevos de tortuga para el almuerzo, usando una almeja como sartén. 
Pese a algunos aspectos mejorables, este trabajo es una gran y excelente noticia para el mundo de la animación latinoamericana".
Otros críticos no les gustó la película debido a sus muchas similitudes con piratas! una loca aventura, que también se estrenó ese mismo año (2012).